# Spartina maritima
Spartina maritima é uma espécie de planta com flor pertencente à família Poaceae. 
A autoridade científica da espécie é (Curtis) Fernald, tendo sido publicada em Rhodora 18: 180. 1916.
O seu nome comum é morraça.

## Portugal
Trata-se de uma espécie presente no território português, nomeadamente em Portugal Continental e no Arquipélago dos Açores.
Em termos de naturalidade é nativa das duas regiões atrás indicadas.

## Protecção
Não se encontra protegida por legislação portuguesa ou da Comunidade Europeia.